# Santuario di Nostra Signora di Reggio
Il santuario di Nostra Signora di Reggio è un luogo di culto cattolico situato nella località omonima nel comune di Vernazza, in provincia della Spezia. La chiesa è sede della parrocchia omonima della diocesi della Spezia-Sarzana-Brugnato.
Per arrivare al santuario è necessario percorrere un sentiero lastricato, lungo circa due chilometri, che parte dalla stazione ferroviaria e giunge, tra terreni coltivati a terrazze, fino al raccolto piazzale della chiesa, circondato da alberi secolari tra cui il cipresso più antico di tutta la Liguria (800 anni).
La panoramica strada è intervallata da una serie di cappelline in ognuna delle quali è posta una stazione della Via Crucis.
Il santuario fa parte dei "santuari delle Cinque Terre" insieme al santuario di Nostra Signora di Montenero a Riomaggiore, al santuario di Nostra Signora della Salute a Volastra, al santuario di Nostra Signora delle Grazie a San Bernardino e al santuario di Nostra Signora di Soviore a Monterosso al Mare .

## Storia e descrizione

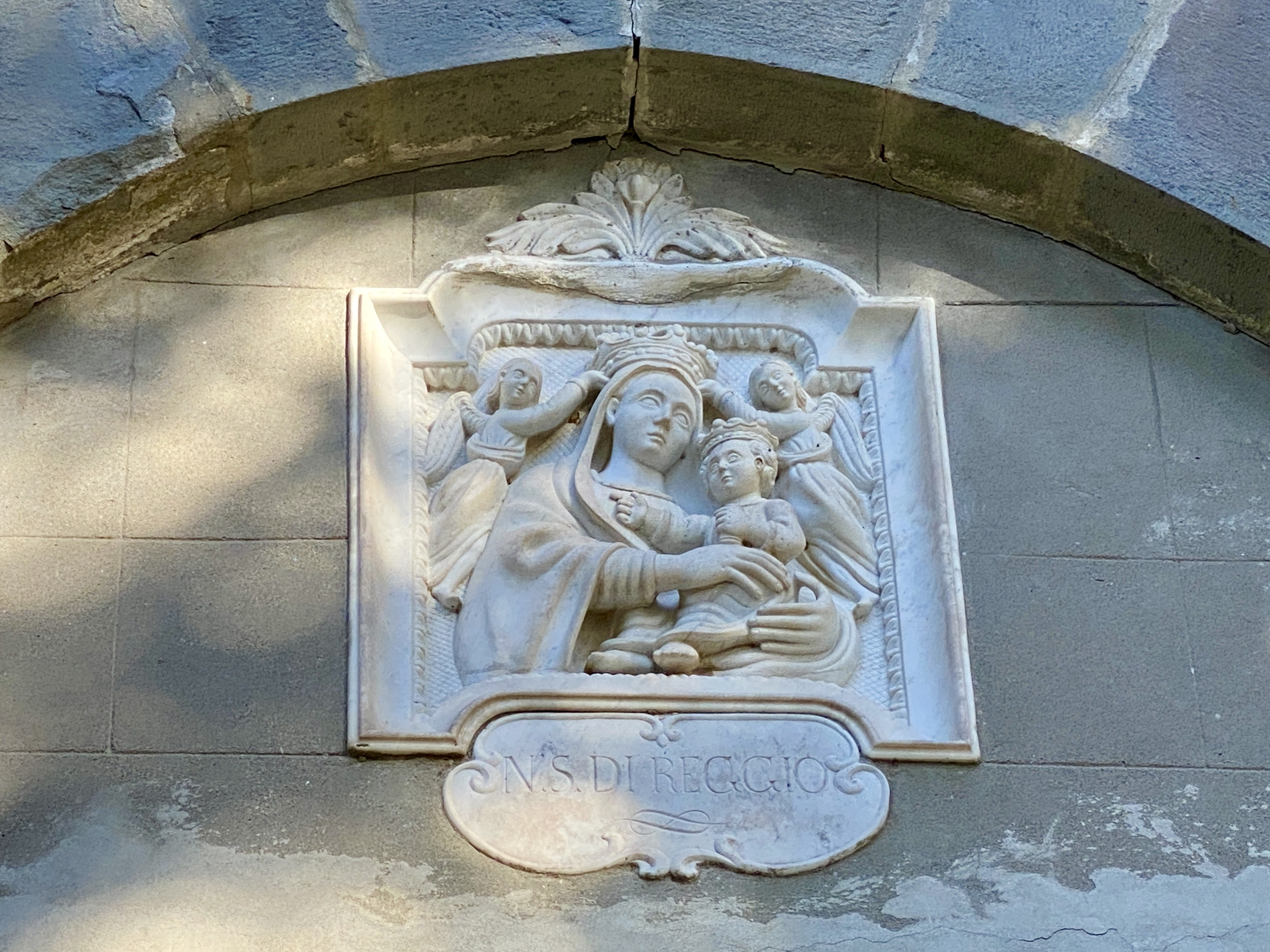
Bassorilievo marmoreo della Vergine con il Bambino sulla facciata del santuario

Risalente all'epoca romana, in un periodo databile al I secolo a.C., fu un importante crocevia nel medioevo. Qui sorgeva l'omonimo e antico abitato di Reggio dal quale, intorno all'anno Mille, iniziò la migrazione di popolazione verso la costa per fondare l'antico nucleo di Vernazza. 
La zona era probabilmente un'area cimiteriale pagana, forse del V secolo.
La chiesa, costruita sicuramente prima dell'XI secolo sui resti di un antico luogo di preghiera, del quale rimangono i resti nella cripta, è documentata per la prima volta, con il titolo di Santa Maria, nel 1248. Un ulteriore documento del 1318 ne riporta il titolo di Reggio.

La semplice facciata originale romanica, in pietra, è del tipo a capanna, sormontata da decorazioni barocche. Il portale è sormontato da una lunetta che reca un bassorilievo marmoreo dedicato alla Vergine e al Bambino. L'interno era in origine ad impianto basilicale. Nel 1850 venne ristrutturato a tre navate e con pianta a croce latina. L'apparato decorativo interno, che mostra ancora gli antichi capitelli, è prevalentemente barocco.

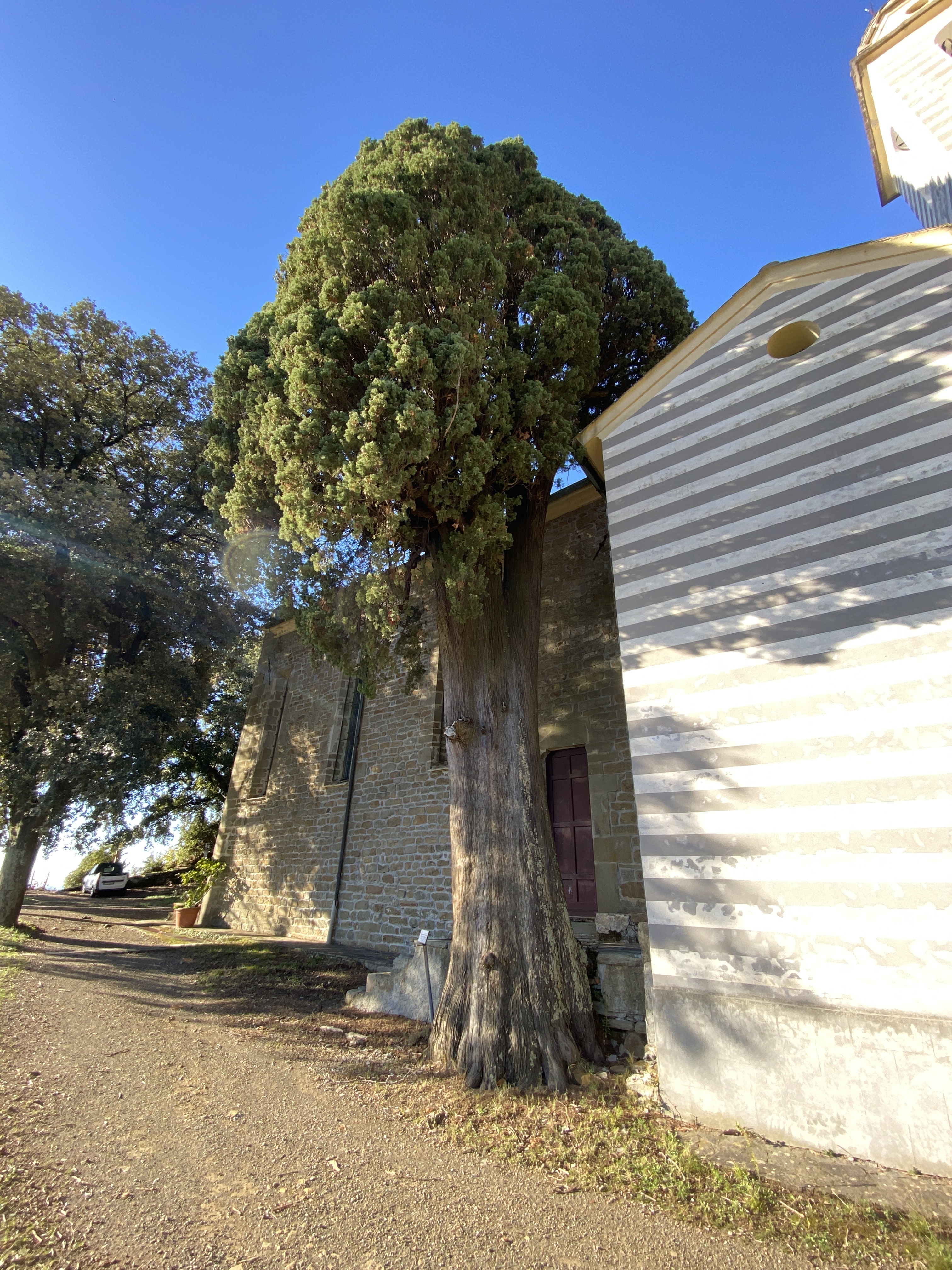
Il cipresso monumentale

Oltre a numerosi ex voto, la chiesa conserva il dipinto della cosiddetta Madonna Nera con il Bambino Gesù. L'immagine della Madonna un tempo era ritenuta di origine bizantina; studi recenti e approfonditi hanno accertato che il dipinto è di scuola toscana del XIV secolo.
Per le numerose guarigioni miracolose documentate, dal 1615 è attestata la venerazione dell'immagine della Vergine. I malati che giungevano al santuario per richiedere la grazia, assistevano alle funzioni sacre da un incavo-nicchia ricavato della navata destra chiamato "finestra". 
La foresteria, edificata nel corso del XIX secolo e sede di un convento di suore, offre di un punto di ristoro e la possibilità di soggiorno.
Addossato al fianco della chiesa è un monumentale cipresso, alto 23 metri e del diametro di 4 metri, la cui età è stimata in 800 anni.
Nel declivio che delimita il piazzale sono antiche pietre tombali. Su una di esse, a forma di scudo, è incisa la croce dei cavalieri di Malta. Poco lontano è la “colonna del pianto”, sotto la quale secondo la tradizione è, trasportato da Gerusalemme e qui sepolto, un cavaliere della famiglia dei Malaspina, morto in battaglia durante la Crociata.